# Об'єкт Сакурая
Координати:  17г 52м 32.69с, −17° 41′ 08.0″
Об'єкт Сакурая (V4334 Стрілець) — зоря в сузір'ї Стрільця. Вважається, що раніше це був білий карлик, який в результаті дуже пізнього теплового імпульсу збільшиввся і став червоним гігантом. Вона розташована в центрі планетарної туманності, і вважається, що зараз вона перебуває в стані термічної нестабільності та у своїй останній фазі спалаху гелію.
На момент відкриття астрономи вважали Об'єкт Сакурая повільною новою. Пізніший спектроскопічний аналіз показав, що зоря не є новою, а натомість зазнала дуже пізнього теплового імпульсу, подібного до імпульсу V605 Aquilae, що спричинило її значне розширення. V605 Aquilae, яка була відкрита в 1919 році, є єдиною іншою зорею, яку спостерігали під час фази високої яскравості дуже пізнього теплового імпульсу, і моделі передбачають, що Об'єкт Сакурая протягом наступних кількох десятиліть проходитиме подібний життєвий цикл.
Очікується, що Об'єкт Сакурая та інші подібні зорі закінчаться багатими на гелій білими карликами після того, як пройдуть шлях своєї еволюції від фази «народженого заново» гіганта назад до шляху охолодження білого карлика. Існує кілька інших підозрюваних «народжених» об'єктів, одним із прикладів є FG Sagittae. Після виверження в 1995 році очікується, що останній гелієвий спалах Об'єкта Сакурая стане першим добре спостережуваним.

## Історія спостереження

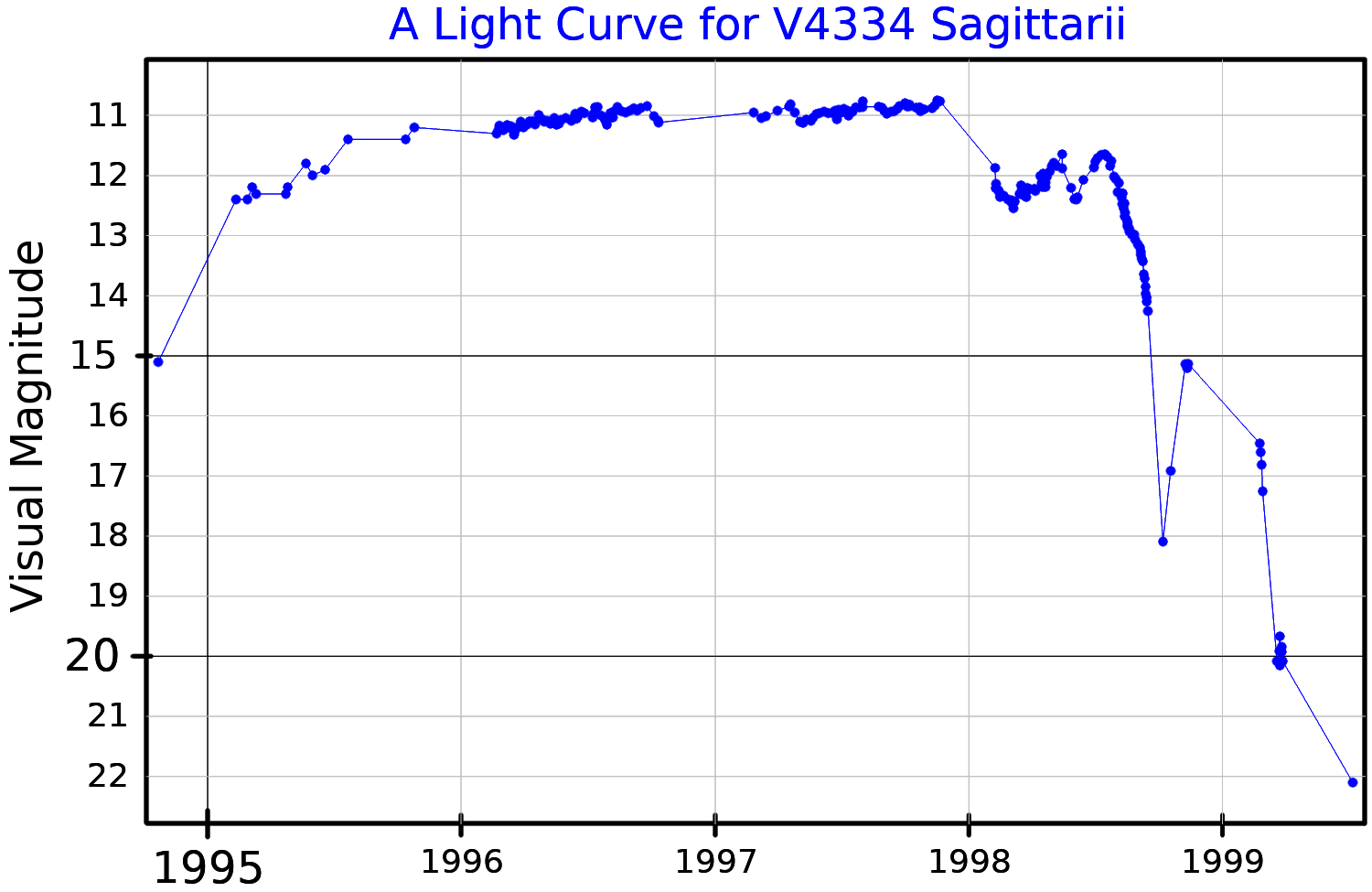
Крива блиску для V4334 Sagittarii, адаптована з Duerbeck (2002)

Циркуляр Міжнародного астрономічного союзу, надісланий 23 лютого 1996 року, оголосив про відкриття астрономом-любителем Юкіо Сакураєм «можливої “повільної” нової» з видимою зоряною величиною 11,4. Японський астроном Сюїчі Накано повідомив про відкриття, звернувши увагу на те, що об'єкта не було видно ні на зображеннях 1993 року, ні в записах Центру астрофізики Гарвардського та Смітсонівського інститутів за 1930—1951 роки, незважаючи на те, що в попередні роки зоря, здавалося б, повільно світлішала. Накано написав, що «хоч спалах вказує на повільну або симбіотичну нову, відсутність очевидних емісійних ліній через рік після яскравості є дуже незвичною».
Після першого оголошення Хілмар Дуербек опублікував дослідження, в якому досліджував «можливий остаточний спалах гелію», який побачив Сакурай. У ньому вони зазначили, що місце розташування Об'єкта Сакурая відповідає слабкому об'єкту, виявленому в 1976 році, з магнітудою 21, і обговорили інші спостереження в 1994—1996 роках, на той час видима зоряна величина зросла приблизно до 11—15. Досліджуючи виміряні потоки, кутовий діаметр і масу туманності, було визначено відстань 5,5 кпк і світність 38 L☉. Дослідники відзначили, що це узгоджується з їхнім зовнішнім виглядом і прогнозами моделі і що яскравість спалаху була в районі 3100 яскравостей Сонця; у 3 рази нижче прогнозованого.
Перші інфрачервоні спостереження були опубліковані в 1998 році, у яких були представлені дані як ближньої, так і далекої інфрачервоної спектроскопії. Зібрані дані показали різке збільшення яскравості Об'єкта Сакурая в 1996 році, а потім різке зниження в 1999 році, як і очікувалося. Пізніше було встановлено, що різке зниження світності зорі було спричинене навколозоряним пилом, розташованим навколо зорі, який був присутній при температурі ~680 К. Подальші інфрачервоні дані, записані інфрачервоним телескопом Сполученого Королівства, були опубліковані у 2000 році, в яких обговорювалися результати зміни ліній поглинання.
Спостереження за інфрачервоним телескопом Сполученого Королівства (UKIRT) у 1999 році виявили, що зоря перебуває у фазі, подібній до RCB, із виділенням пилу та величезною втратою маси.
Починаючи з 2005 року, у викинутих частинках об'єкта Сакурая було помічено, що відбувається фотоіонізація вуглецю.

## Властивості
Об'єкт Сакурая — пост-асимптотична гігантська гілкова зоря, що досягла високого рівня еволюції, яка після короткого періоду охолодження білого карлика зазнала спалаху гелієвої оболонки (також відомого як дуже пізній тепловий імпульс). Вважається, що маса зорі становить близько 0.6 M☉. Спостереження об'єкта Сакурая показують посилення почервоніння та пульсуючої активності, що свідчить про те, що зоря демонструє теплову нестабільність під час останнього спалаху гелієвої оболонки.
Вважається, що перед запалюванням V4334 Sgr охолоджувався до білого карлика з температурою близько 100 000 K і яскравістю близько 100 L☉. Світність швидко зросла приблизно в сто разів, а потім температура знизилася приблизно до 10 000 К. Зоря стала виглядати як надгігант класу F (F2 Ia). Видима температура продовжувала охолоджуватися нижче 6000 К, і зоря поступово затемнювалася на оптичних довжинах хвиль через утворення вуглецевого пилу, подібного до зорі R Північної Корони. Відтоді температура підвищилася приблизно до 20 000 K.
Властивості Об'єкта Сакурая дуже схожі на властивості V605 Aquilae. V605, відкрита в 1919 році, є єдиною іншою відомою зорею, яку спостерігали під час фази високої світності дуже пізнього теплового імпульсу, і за моделлю Об'єкта Сакураї температура підвищиться в наступні кілька десятиліть відповідно до поточного стану V605.

### Хмара пилу
У другій половині 1998 року оптично товста пилова оболонка затулила Об'єкт Сакурая, спричинивши швидке зниження видимості зорі, доки в 1999 році вона зовсім не зникла з спостережень у видимому діапазоні. Інфрачервоні спостереження показали, що хмара пилу навколо зорі складається переважно з вуглецю в аморфній формі. У 2009 році було виявлено, що пилова оболонка сильно асиметрична, як диск із великою віссю, орієнтованою під кутом 134°, і нахилом близько 75°. Вважається, що диск стає все більш непрозорим через швидку спектральну еволюцію джерела в бік нижчих температур.

### Планетарна туманність

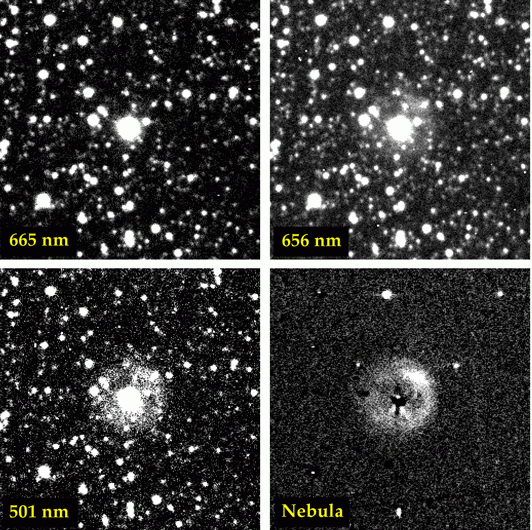
Об'єкт Сакурая, Хілмар Дуербек, ESO

Об'єкт Сакурая оточує планетарна туманність, яка утворилася після фази червоного гіганта зорі приблизно 8300 років тому. Було встановлено, що туманність має діаметр 44 кутові секунди і швидкість розширення приблизно 32 км/с.

### Подібність з іншими об'єктами
Дослідження 1996 року виявили, що Об'єкт Сакурая має характеристики змінної зорі типу R Північної Корони з аномальним дефіцитом вуглецю-13 (13C). Крім того, металічність Об'єкта Сакурая в 1996 році була подібна до V605 Aquilae в 1921 році. Проте очікується, що металевість Об'єкта Сакурая зросте, щоб відповідати об'єкту V605 Aquilae.

## Значення в астрономічних дослідженнях
Очікується, що значну кількість нових даних про утворення та руйнування зір буде з'ясовано в результаті постійних спостережень за Об'єктом Сакурая, а також використовуватимуться як довідкові дані в майбутніх дослідженнях подібних зір. Наприклад, Об'єкт Сакурая є основною метою для вивчення рекомбінації, яка відбувається після іонізації планетарних туманностей, оскільки умови було б дуже важко відтворити в лабораторії. Причина існування таких зір, як Об'єкт Сакурая та V605 Aquilae, а також їх менша тривалість життя порівняно з більшістю зір, здебільшого невідома. Об'єкт Сакурая та V605 Aquilae спостерігалися лише протягом 10 років, тоді як FG Sagittae спостерігався протягом 120 років. Існує гіпотеза, що це пов'язано з тим, що Об'єкт Сакурая та V605 Aquilae вперше еволюціонують до асимптотичної гігантської гілки зір, тоді як FG Sagittae проходить цей процес вдруге.